# Théâtre national (Hongrie)
Pour les articles homonymes, voir Théâtre national.
Le théâtre national de Hongrie (Nemzeti Színház, /ˈnɛmzɛti ˈsiːnhaːz/) est un théâtre situé à Budapest, le long du Danube.
 Ce site est desservi par la station Millenniumi Kulturális központ et Lágymányosi híd :  1 2 24.

## Le théâtre historique

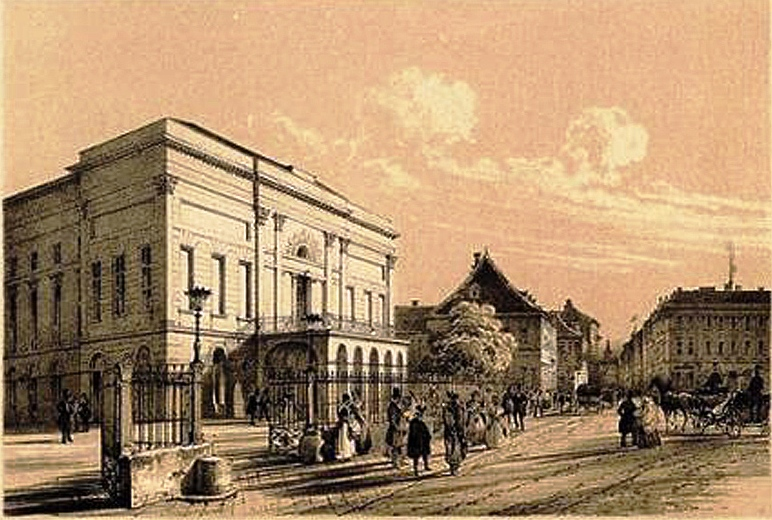
bâtiment originel

Alors théâtre de Pest (Pesti Színház), ce bâtiment construit par Mátyás Zitterbarth et situé Blaha Lujza tér ouvre ses portes  le 22 août 1837. 
Nationalisé en 1840 et renommé Théâtre national (Nemzeti Színház), il est reconstruit en 1875, fermé en 1908, sa façade est délabrée à partir de 1914, il est définitivement détruit en 1965 lors de la construction du tunnel de la ligne 2 du métro.

## Le nouveau théâtre national

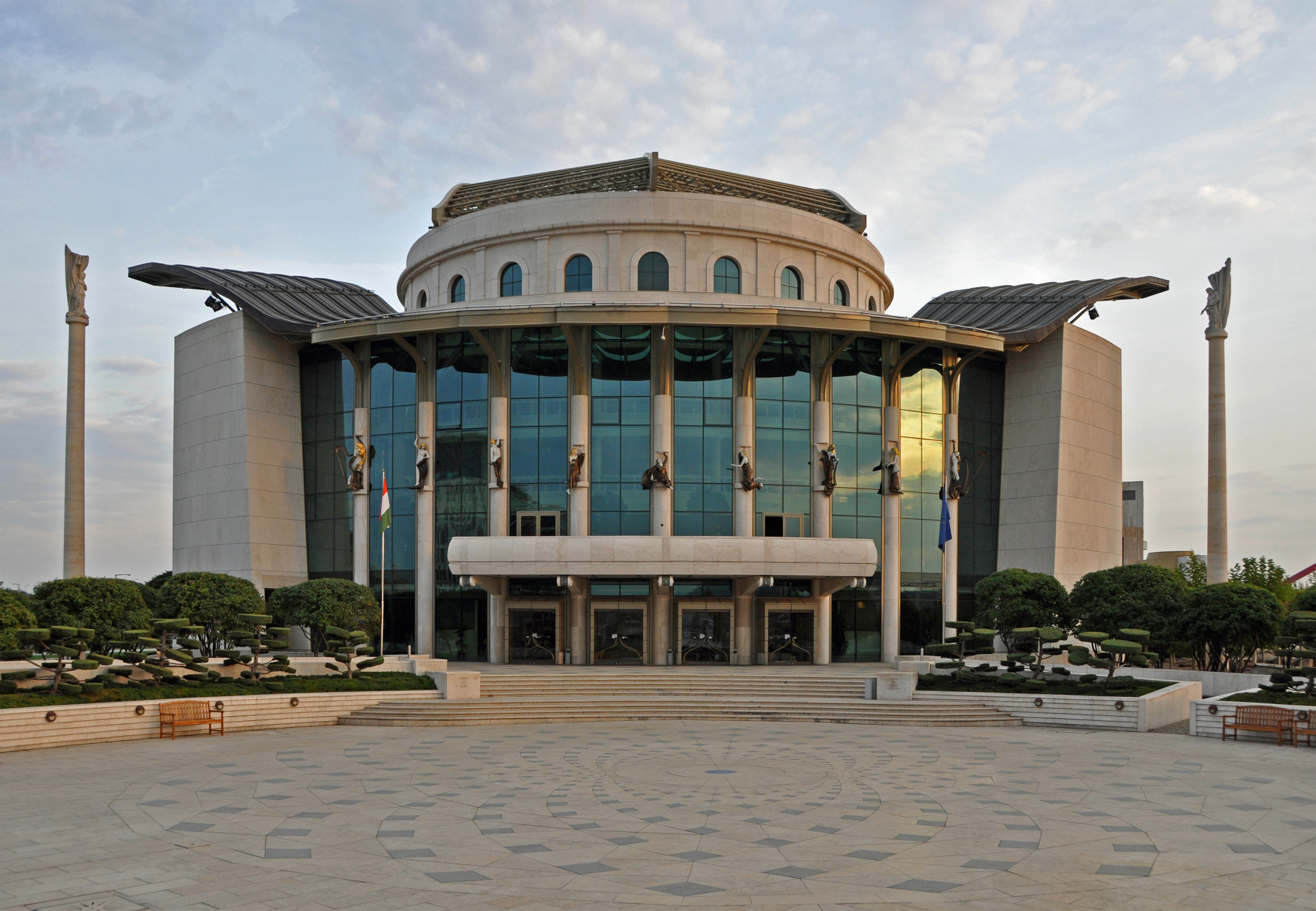
Façade du nouveau théâtre national.

La reconstruction du théâtre national est décidée sous le premier gouvernement de Viktor Orbán. Depuis 2002, le nouveau théâtre national désormais situé dans le 9e arrondissement de Budapest donne de nouveau des spectacles.

## Jardin

Statues
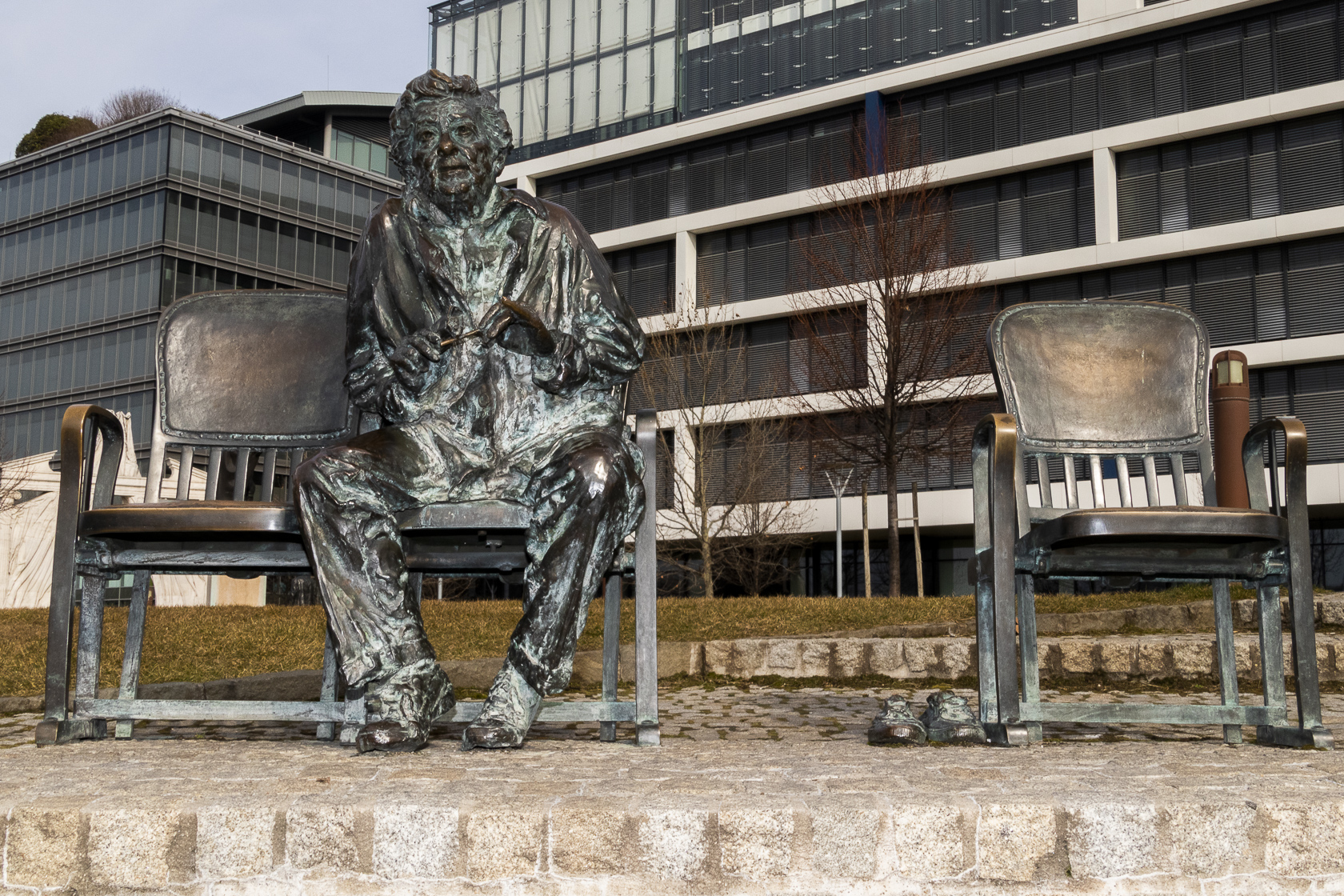
Gobbi Hilda
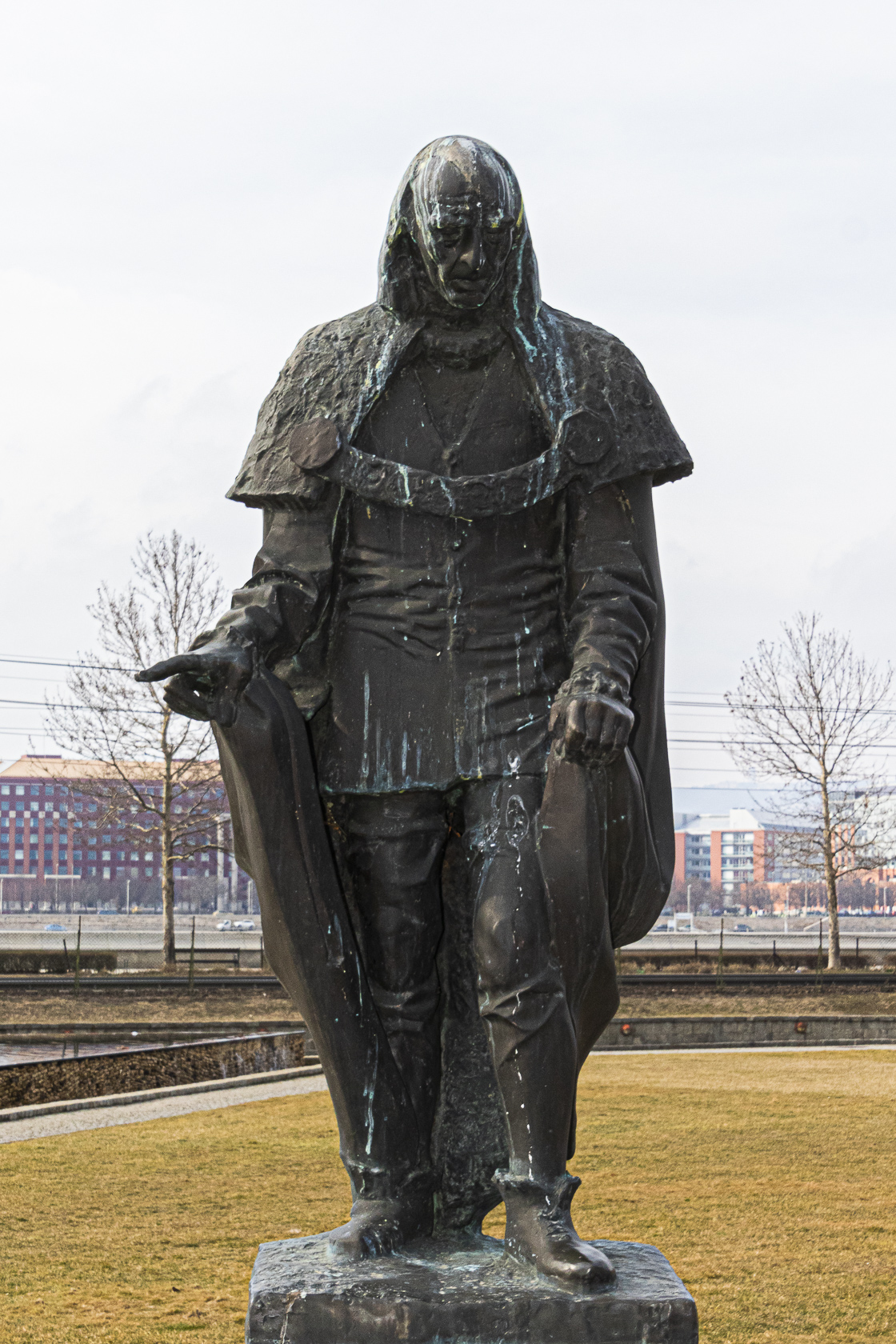
Major Tamás
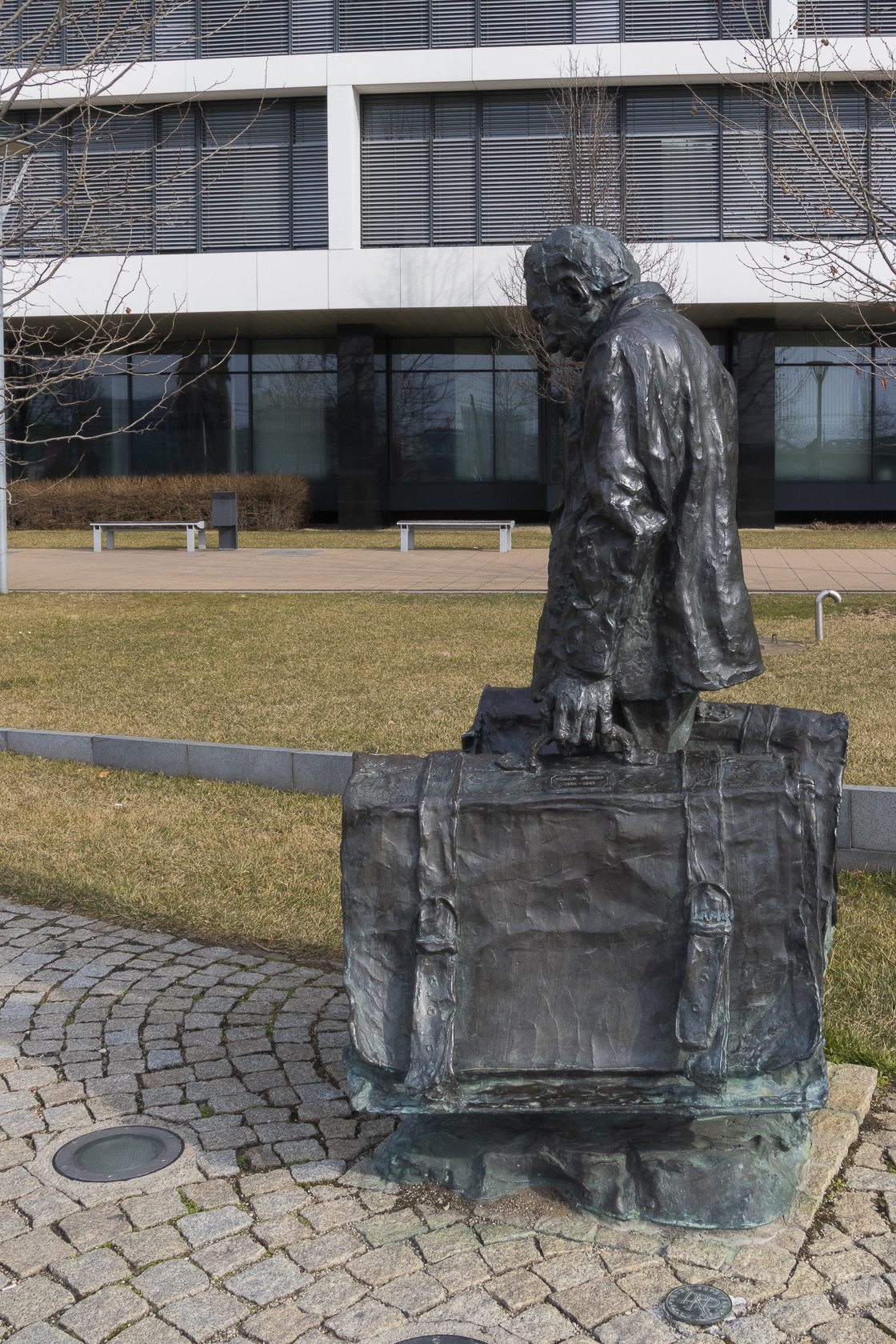
Tímár József
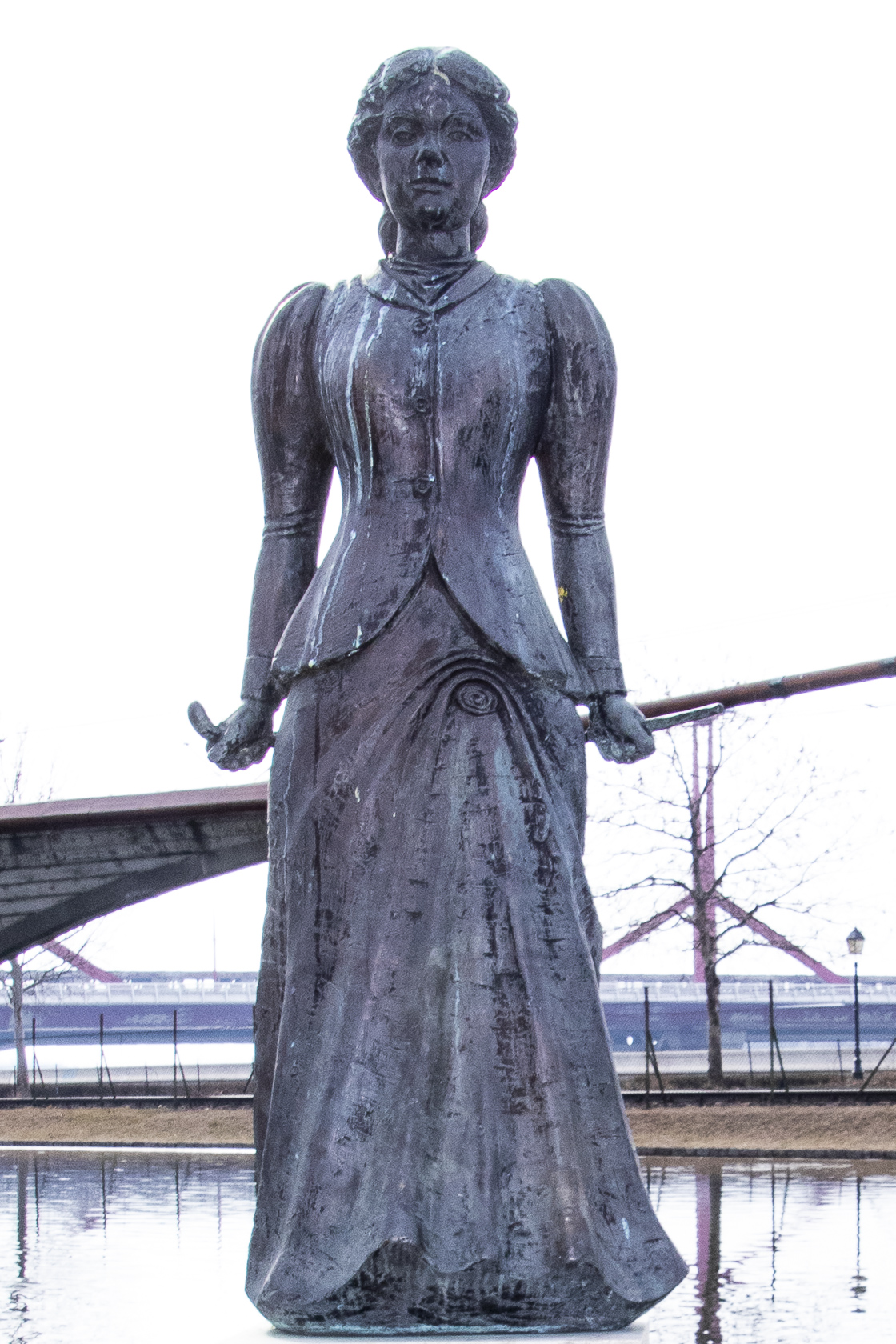
Ruttkai Éva
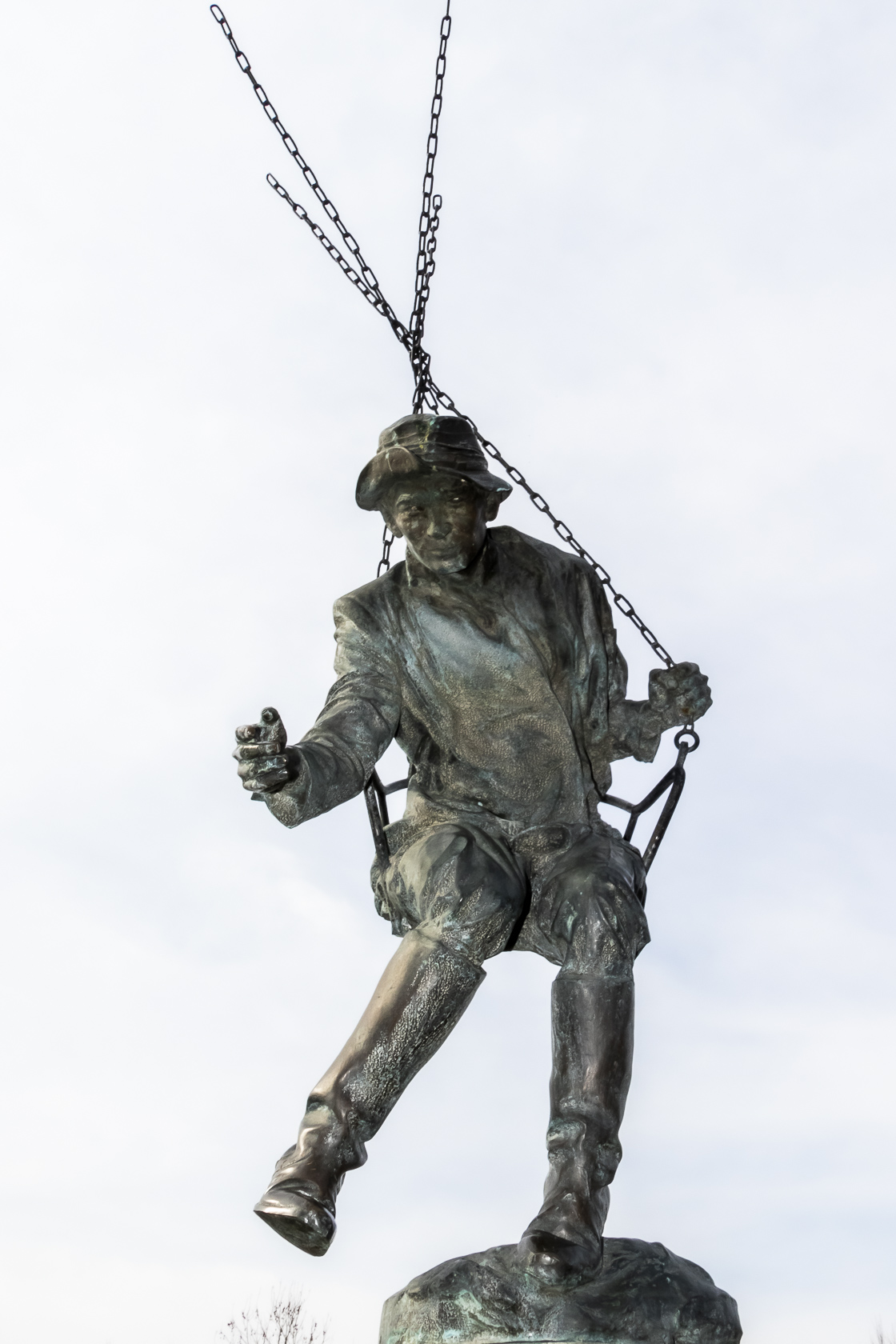
Soós Imre